# Ácido cianúrico
Ácido cianúrico ou 1,3,5-triazina-2,4,6-triol é um composto químico com a fórmula (CNOH)3. Como muitos produtos químicos industrialmente úteis, esta triazina tem muitos sinônimos. Este sólido branco é o trímero cíclico do ácido ciânico, HOCN.  Ele encontra uso como um precursor ou um componente de alvejantes, desinfetantes, e herbicidas.

## Química e propriedades
O ácido cianúrico é normalmente usado e disponível como um pó cristalino, incolor, higroscópico. Sob aquecimento acima de 320 °C, o sólido decompões-se em óxidos de nitrogênio tóxicos e ácido ciânico.
As duas estruturas químicas apresentadas na infobox são facilmente interconvertíveis: elas são tautômeros. O tautômero triol tem característica aromática. Consequentemente, o grupo hidroxila (-OH) assume caráter fenólico, tornando-se mais ácido que os grupos hidroxila nos típicos álcoois. Deprotonação com base propicia um sal cianurato.

## Síntese
O ácido cianúrico (CYA, do inglês cyanuric acid) foi primeiro sintetizado por Wöhler em 1829 pela decomposição térmica de ureia e do ácido úrico. A atual rota industrial para o CYA envolve a decomposição térmica de ureia (decomposição térmica). A produção de CYA e amelida inicia simultaneamente a aproximadamente 175°C, nas duas reações seguintes envolvendo tanto biureto e ácido isociânico como intermediários:
H2N-CO-NH-CO-NH2(m) + HNCO(g) → CYA(s) + NH3(g)
H2N-CO-NH-CO-NH2(m) + HNCO(g) → ammelide(s) + H2O(g)
Como a temperatura excede 190 °C, outras reações iniciam a dominar o processo.
A primeira aparição de amelina ocorre próximo a 225 °C e é suspeito que também ocorra da decomposição do biureto mas é produzido em uma taxa mais baixa que do CYA ou amelida, pela seguinte reação:
H2N-CO-NH-CO-NH2(m) + HNCO(g) → ammeline + 2 H2O
A primeira aparição de melamina ocorre entre 325 e 350 °C e somente em muito pouca quantidade.